# نوژتس-کولونگا
نوژتس-کولونگا (به لاتین: Nurzec-Kolonia) یک روستا در لهستان است که در گمینا نوژتس-ستاتسیا واقع شده‌است.